# 异叶郁金香
异叶郁金香（学名：Tulipa heterophylla）是百合科郁金香属的植物。分布在中亚地区以及中国大陆的新疆等地，生长于海拔2,100米至3,100米的地区，多生在砾石坡地及山地阳坡，目前尚未由人工引种栽培。